# BoxOffice (magazine)
Pour les articles homonymes, voir Box office (homonymie).
Ne doit pas être confondu avec Box-office.
Boxoffice est un magazine de l'industrie cinématographique américaine dédié aux affaires des salles de cinéma. Créé en 1920 sous le nom de The Reel Journal, il prend son nom actuel en 1931 et continue à paraître de nos jours (juillet 2016) avec comme lectorat cible les propriétaires de cinémas et les professionnels du cinéma.
Boxoffice est la publication officielle de la National Association of Theatre Owners, un rôle pris en 2006,. 
En 2015, le groupe français Webedia annonce l'acquisition du groupe Côté Ciné, détenteur du magazine depuis 2014.
En mars 2018, le magazine français Côté Cinéma, devient la version française de Boxoffice et signe le lancement de la marque en Europe.